# 新服站
新服站位于广东省河源市源城区，是京九铁路的一座火车站，等级为四等站，距北京西站2192公里，距常平站123公里，本站及相邻上下行区间均已电气化。车站建于1996年，现不办理客、货运营业。